# 圣奥尔本门

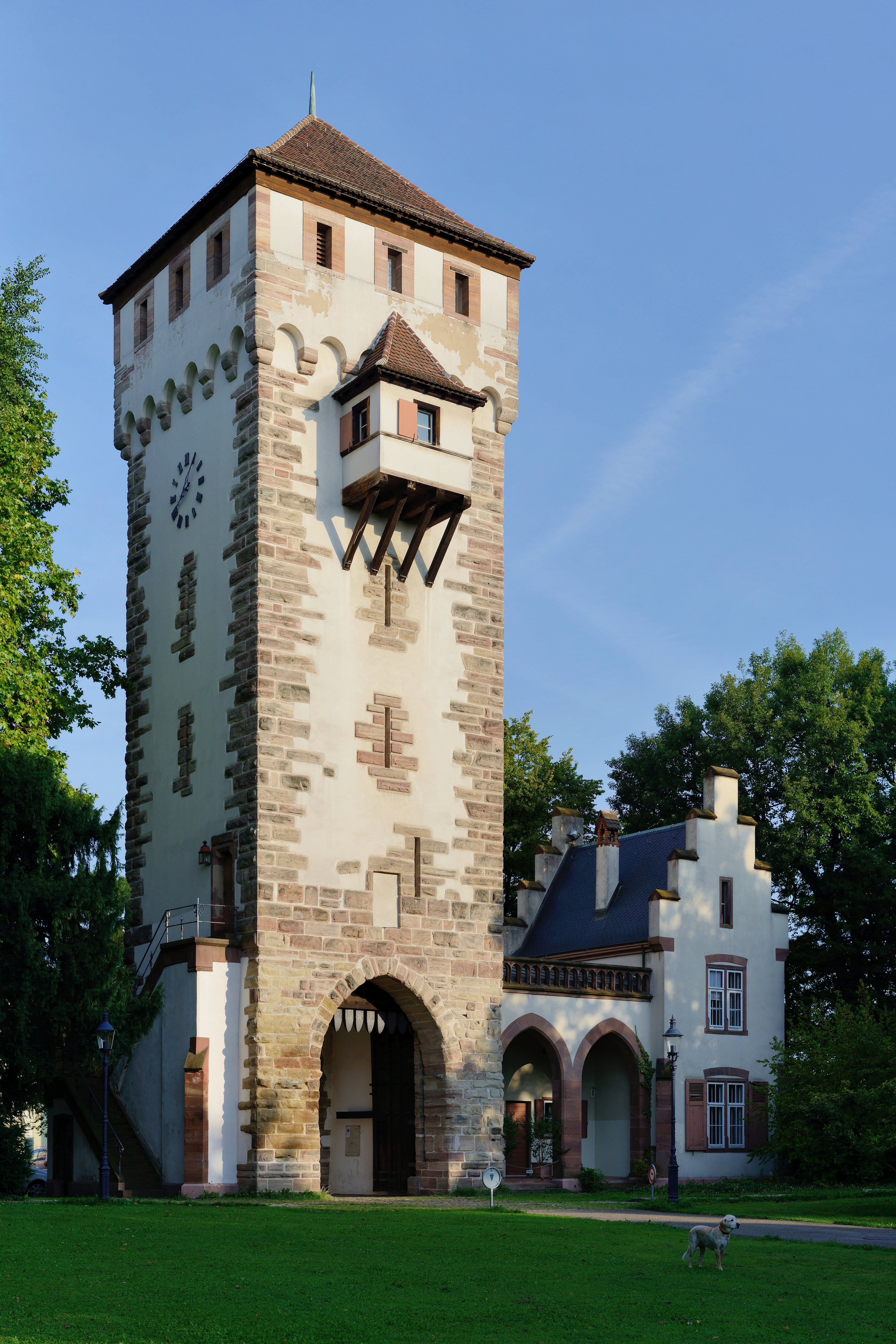
圣奥尔本门

圣奥尔本门（德语 St. Alban-Tor 或 Sankt-Alban-Tor）是瑞士巴塞尔古代城墙上的一个城门，也是保存下来的三个城门之一。
圣奥尔本门被列为瑞士国家遗产。

圣奥尔本门第一次见于记载是在1230年。1356年巴塞尔地震时部分摧毁，1362年起重新建造，1374年完成。